# T. K. Carter
Thomas Kent Carter, mais conhecido como T.K. Carter (14 de dezembro de 1956). É um ator de comédia estadunidense. O seu trabalho mais conhecido é o de  Michael 'Mike' Fulton na série de TV Punky Brewster da NBC.

## Filmografia
- Youngblood (1978)
- O Enigma de Outro Mundo (1982)
- Doctor Detroit (1983)
- Punky, a Levada da Breca (1985)
- Expresso Para o Inferno (1985)
- As Amazonas na Lua (1987)
- Galera do Barulho (1988)
- Perigosamente Harlem (1991)
- The Corner (2000)
- O retorno de Sweetback (2003)